# Aloísio dos Santos Gonçalves
Aloísio dos Santos Gonçalves hay còn gọi là gọi là Lạc Quốc Phú (tiếng Trung: 洛国富; bính âm: Luò guófù) đang chơi cho  América Mineiro ở Campeonato Brasileiro Série A..Sinh ra ở Brazil, anh đã từ bỏ quốc tịch Brazil để nhập quốc tịch Trung Quốc vào năm 2020 và đấu cho đội tuyển quốc gia Trung Quốc.

## Sự nghiệp quốc tế
Tháng 8 năm 2007, Aloísio chuyển đến FC Chiasso dưới dạng cho mượn .
Ngày 16 tháng 1 năm 2018, Aloísio dos Santos Gonçalves gia nhập Câu lạc bộ bóng đá Hổ Nam Trung Quốc.
Năm 2019 anh chấm dứt hợp đồng với Câu lạc bộ bóng đá Hổ Nam Trung Quốc.
Tháng 1 năm 2020,Aloísio dos Santos Gonçalves gia nhập Câu lạc bộ bóng đá Quảng Châu Hằng Đại Đào Bảo.
Vào ngày 7 tháng 9 năm 2021, Aloísio được gọi trong trận đầu tiên thua 0-1 trước Nhật Bản ở vòng loại FIFA World Cup 2022.

## Sự Nghiệp Câu Lạc bộ
Ngày 19 tháng 6 năm 2006, Aloisio ký hợp đồng với gremio, một đội bóng giàu truyền thống của Brazil đến năm 2011.

## Thống kê sự nghiệp

### Câu lạc bộ
Tính đến  ngày 11 tháng 8 năm 2021
| Câu lạc bộ                  | Mùa                 | Giải đấu             | Giải đấu | Giải đấu | Cúp  | Cúp | Continental | Continental | State League | State League | Khác | Khác | Tổng | Tổng |
| Câu lạc bộ                  | Mùa                 | Giải                 | Trận     | Bàn      | Trận | Bàn | Trận        | Bàn         | Trận         | Bàn          | Trận | Bàn  | Trận | Bàn  |
| --------------------------- | ------------------- | -------------------- | -------- | -------- | ---- | --- | ----------- | ----------- | ------------ | ------------ | ---- | ---- | ---- | ---- |
| Caxias                      | 2010                | Série C              | 0        | 0        | 0    | 0   | 0           | 0           | 7            | 1            | -    | -    | 7    | 1    |
| Caxias                      | Tổng                | Tổng                 | 0        | 0        | 0    | 0   | 0           | 0           | 7            | 1            | 0    | 0    | 7    | 1    |
| Chapecoense (loan)          | 2011                | Série B              | 0        | 0        | 0    | 0   | 0           | 0           | 19           | 14           | -    | -    | 19   | 14   |
| Chapecoense (loan)          | Tổng                | Tổng                 | 0        | 0        | 0    | 0   | 0           | 0           | 19           | 14           | 0    | 0    | 19   | 14   |
| Figueirense (loan)          | 2011                | Série A              | 21       | 4        | 0    | 0   | 0           | 0           | 0            | 0            | -    | -    | 21   | 4    |
| Figueirense (loan)          | 2012                | Série A              | 30       | 14       | 0    | 0   | 2           | 0           | 17           | 14           | -    | -    | 49   | 28   |
| Figueirense (loan)          | Tổng                | Tổng                 | 51       | 18       | 0    | 0   | 2           | 0           | 0            | 0            | 0    | 0    | 70   | 32   |
| São Paulo (loan)            | 2013                | Série A              | 33       | 11       | 0    | 0   | 15          | 4           | 15           | 4            | 2    | 1    | 59   | 15   |
| São Paulo (loan)            | Tổng                | Tổng                 | 33       | 11       | 0    | 0   | 15          | 4           | 15           | 4            | 2    | 1    | 59   | 15   |
| Shandong Luneng             | 2014                | Chinese Super League | 27       | 10       | 0    | 0   | 6           | 1           | -            | -            | -    | -    | 33   | 11   |
| Shandong Luneng             | 2015                | Chinese Super League | 28       | 22       | 3    | 2   | 0           | 0           | -            | -            | -    | -    | 31   | 24   |
| Shandong Luneng             | 2016                | Chinese Super League | 11       | 1        | 0    | 0   | 0           | 0           | -            | -            | -    | -    | 11   | 1    |
| Shandong Luneng             | Tổng                | Tổng                 | 66       | 33       | 3    | 2   | 6           | 1           | 0            | 0            | 0    | 0    | 75   | 36   |
| Hebei China Fortune         | 2016                | Chinese Super League | 11       | 6        | 0    | 0   | -           | -           | -            | -            | -    | -    | 11   | 6    |
| Hebei China Fortune         | 2017                | Chinese Super League | 26       | 14       | 0    | 0   | -           | -           | -            | -            | -    | -    | 26   | 14   |
| Hebei China Fortune         | Tổng                | Tổng                 | 37       | 20       | 0    | 0   | 0           | 0           | 0            | 0            | 0    | 0    | 37   | 20   |
| Guangdong South China Tiger | 2018                | China League One     | 26       | 12       | 0    | 0   | -           | -           | -            | -            | -    | -    | 26   | 12   |
| Guangdong South China Tiger | 2019                | China League One     | 25       | 11       | 1    | 0   | -           | -           | -            | -            | -    | -    | 26   | 11   |
| Guangdong South China Tiger | Tổng                | Tổng                 | 51       | 23       | 1    | 0   | 0           | 0           | 0            | 0            | 0    | 0    | 52   | 23   |
| Guangzhou Evergrande        | 2020                | Chinese Super League | 5        | 0        | 1    | 1   | 3           | 0           | -            | -            | -    | -    | 9    | 1    |
| Guangzhou Evergrande        | 2021                | Chinese Super League | 9        | 3        | 0    | 0   | 0           | 0           | -            | -            | -    | -    | 9    | 3    |
| Guangzhou Evergrande        | Tổng                | Tổng                 | 14       | 3        | 1    | 1   | 3           | 0           | 0            | 0            | 0    | 0    | 18   | 4    |
| Tổng cộng sự nghiệp         | Tổng cộng sự nghiệp | Tổng cộng sự nghiệp  | 220      | 113      | 5    | 3   | 26          | 5           | 58           | 33           | 2    | 1    | 341  | 150  |

## Tham Khảo
1. ↑  "Aloísio - Player profile 2022". www.transfermarkt.com (bằng tiếng Anh). Truy cập ngày 6 tháng 5 năm 2022.
2. ↑  "China PR - Guangzhou FC - Results, fixtures, squad, statistics, photos, videos and news - Soccerway".
3. ↑  新浪体育 (ngày 12 tháng 3 năm 2020). "曝阿兰洛国富已具备为国足出战资格 高拉特待确认". sports.sina.com.cn. Truy cập ngày 21 tháng 3 năm 2020.
4. ↑  "百度安全验证". wappass.baidu.com. Truy cập ngày 6 tháng 5 năm 2022.
5. ↑  "12强赛-张琳芃伤退中国队逃立柱 国足0-1负日本". Sina Sports. ngày 7 tháng 9 năm 2021. Truy cập ngày 9 tháng 9 năm 2021.
6. ↑  "Qatar 2022: China fans call for coach Li Tie to go after World Cup qualifying defeat by Saudi Arabia". ngày 13 tháng 10 năm 2021.